# Kálium-nitrát
| Kálium-nitrát                                                                                                   | |
| kálium-nitrát                                                                                                   | |
| \| \| \| | |
| IUPAC-név | kálium-nitrát                                                                                      |
| Más nevek | salétrom salétromsó                                                                                |
| Kémiai azonosítók                                                                                               | |
| CAS-szám | 7757-79-1                                                                                          |
| PubChem | 24434                                                                                              |
| ChemSpider | 22843                                                                                              |
| EINECS-szám | 231-818-8                                                                                          |
| DrugBank | DB11090                                                                                            |
| KEGG | D02051                                                                                             |
| ChEBI | 63043                                                                                              |
| RTECS szám | TT3700000                                                                                          |
| SMILES | [K+].[O-][N+]([O-])=O                                                                              |
| InChI | 1/K.NO3/c;2-1(3)4/q+1;-1                                                                           |
| InChIKey | FGIUAXJPYTZDNR-UHFFFAOYSA-N                                                                        |
| Beilstein | 16014598                                                                                           |
| UNII | RU45X2JN0Z                                                                                         |
| UN-szám | 1486                                                                                               |
| ChEMBL | 1644029                                                                                            |
| Kémiai és fizikai tulajdonságok                                                                                 | |
| Kémiai képlet                                                                                                   | KNO3                                                                                               |
| Moláris tömeg                                                                                                   | 101,1032 g/mol                                                                                     |
| Megjelenés | fehér por                                                                                          |
| Szag | szagtalan                                                                                          |
| Sűrűség | 2,109 g/cm³ (16 °C)                                                                                |
| Olvadáspont | 334 °C                                                                                             |
| Forráspont | 400 °C-on bomlik                                                                                   |
| Oldhatóság (vízben)                                                                                             | 133 g/l (0 °C) 316 g/l (20 °C) 2460 g/l (100 °C)                                                   |
| Oldhatóság | etanolban kevéssé, glicerinben, ammóniában oldódik                                                 |
| Lúgosság (pKb)                                                                                                  | 15,3                                                                                               |
| Törésmutató (nD)                                                                                                | 1,5056                                                                                             |
| Kristályszerkezet                                                                                               | |
| Kristályszerkezet                                                                                               | rombos, aragonit                                                                                   |
| Termokémia | |
| Std. képződési entalpia ΔfHo298                                                                                 | −494,00 kJ/mol                                                                                     |
| Hőkapacitás, C                                                                                                  | 95,06 J/mol K                                                                                      |
| Veszélyek | |
| MSDS | ICSC 0184                                                                                          |
| EU osztályozás                                                                                                  | Oxidáló, égést tápláló (O)                                                                         |
| EU Index | nincs listázva                                                                                     |
| Főbb veszélyek                                                                                                  | Oxidáló. Lenyelve, belélegezve vagy a bőrön át felszívódva ártalmas. A bőrt és a szemet irritálja. |
| NFPA 704 | 0 1 0 OX                                                                                           |
| R mondatok | R8 R22 R36 R37 R38                                                                                 |
| S mondatok | S7 S16 S17 S26 S36 S41                                                                             |
| Lobbanáspont | nem gyúlékony                                                                                      |
| LD50 | 3750 mg/kg (patkány, szájon át)                                                                    |
| Rokon vegyületek                                                                                                | |
| Azonos kation                                                                                                   | kálium-nitrit                                                                                      |
| Azonos anion | lítium-nitrát nátrium-nitrát rubídium-nitrát cézium-nitrát                                         |
| Rokon vegyületek                                                                                                | kálium-szulfát kálium-klorid                                                                       |
| Ha másként nem jelöljük, az adatok az anyag standardállapotára (100 kPa) és 25 °C-os hőmérsékletre vonatkoznak. | |
| | |

A kálium-nitrát (régebbi nevén: légsavas haméleg, légenysavas hamany) a kálium egy szervetlen vegyülete, melynek képlete KNO3. A VIII. Magyar Gyógyszerkönyvben  Kalii nitras     néven hivatalos.  
 Erős oxidáló tulajdonsága miatt a feketelőpor egyik alapvető összetevője. Régebben számtalan más, égéssel kapcsolatos alkalmazása volt, például a gyufafejek bevonata is tartalmazta.
Salétromnak is hívják, az angolszász szakirodalom saltpeter-nek nevezi. Nem keverendő össze a chilei salétrommal, ami a nátrium-nitrát egyik elnevezése. Bár nagyon hasonló tulajdonságokkal rendelkeznek, mégis két teljesen különböző vegyületről van szó.

## Tulajdonságai
A kálium-nitrát a feketelőpor egyik összetevője. Erre különösen az teszi alkalmassá, hogy vízből kristályosítva nem visz magával kristályvizet, így lőpor készítésére alkalmazható többi nitrátvegyülettel ellentétben. A kínai nagy fal építése idején, az i. e. III. században tesznek említést a „kálisalétrom” használatáról, a jelzőtüzek táplálásáról. Nagy mennyiségű ipari előállítását (a Haber-folyamattal) megelőzően a kálium-nitrátot két úton állították elő. Az egyik módszer szerint a bányászható chilei salétromot sócserés reakcióval kálium-nitráttá alakítják. A másik módszer szerint levegőtől elzárt szerves anyagok (trágya stb.) bomlásából származó ammónia és karbamid természetes oxidációja során keletkezett („salétrom telepek”) kristályok összegyűjtése. Ebből vizes oldással a nitrátionok meszes lúgos elválasztásával, majd kálium-karbonát (hamuzsír) oldattal végzett sócsere („kiejtés”) után nyerhető. Műtrágyaként alkalmazva 13-0-44 arányban használva a legelterjedtebb (a műtrágya tömegét tekintve 13% nitrogént, 0% foszfort, 44% káliumot tartalmaz). Elterjedt híresztelések szerint egyes országok kálium-nitrátot adnak a katonáknak, ezáltal csökkentve libidójukat. Kísérletek igazolták, hogy semmiféle ilyen hatást nem vált ki. Bár a kálium-nitrát hatékony szer a magas vérnyomás kezelésére, ellenben csak igen alacsony vérnyomás okozhat merevedési zavarokat.

## Előállítás
- sóképzési reakciók:

{\displaystyle \mathrm {KOH+HNO_{3}\rightarrow KNO_{3}+H_{2}O} }
{\displaystyle \mathrm {2\;K+2\ HNO_{3}\rightarrow 2\;KNO_{3}+H_{2}} }
{\displaystyle \mathrm {K_{2}O+2\;HNO_{3}\rightarrow 2\;KNO_{3}+H_{2}O} }
{\displaystyle \mathrm {2\ KOH+N_{2}O_{5}\rightarrow 2\;KNO_{3}+H_{2}O} }
{\displaystyle \mathrm {NaNO_{3}+KCl\rightarrow KNO_{3}+NaCl} }
- kálium-karbonátból:

{\displaystyle \mathrm {K_{2}CO_{3}+2\;HNO_{3}\rightarrow 2\;KNO_{3}+H_{2}O+CO_{2}} }

## Felhasználási területei
- a történelem folyamán sok esetben anafrodiziákumként használták, mint ahogy az 1776 című musical is megemlíti
- műtrágyák egyik összetevője
- rakéta-hajtóanyagként, és egyes füstbombákban is alkalmazzák. A cukorral és kálium-nitráttal készült füstbomba térfogatának 600-szorosát produkálja füst formájában.[8]
- ez az aktív anyag a galvánelemek sóhídjában.[forrás?]
- élelmiszerekben tartósítószerként alkalmazzák E252 néven. Leveles zöldségekben természetes úton is előfordul, ezen kívül megtalálható még sajtokban, húsételekben, pizzákban. A maximum napi beviteli mennyiség 3,7 mg/testsúlykg. Közvetlen egészségügyi kockázata nincs, bár hő és savas környezet hatására kálium-nitritté alakulhat, melyből káros nitrózaminok képződhetnek. Ezeknek rákkeltő hatást tulajdonítanak.[9]
- cigarettákban az égés folyamatának szabályozásában alkalmazzák
- érzékeny fogakra ajánlott fogkrémekben is megtalálható, bár a hiperszenzitivitást csökkentő hatása nem bizonyított[10]
- a feketelőpor egyik összetevője, a kén és a szén oxidációját segíti elő, oxidálószer.